# Riobamba (cantão)
Riobamba é um cantão do Equador localizado na província de Chimborazo.
A capital do cantão é a cidade de Riobamba.

## Paróquias rurais
|  |  | - Cacha - Calpi - Cubijíes - Flores - Licán - Licto - Pungalá - Punín - Químiag - San Juan - San Luís |